# Kyō Kara Watashitachi wa: GFriend 1st Best
Kyō Kara Watashitachi wa: GFriend 1st Best (in giapponese: 今日から私たちは ~GFRIEND 1st BEST~; stilizzato come Kyō Kara Watashitachi wa ~ GFRIEND 1st BEST ~) è il primo album di raccolta del girl group sudcoreano GFriend, pubblicato il 23 maggio 2018 come progetto di debutto per il mercato giapponese.

## Tracce
Testi e musiche di Iggy e Youngbae, eccetto dove indicato.
1. Glass Bead (Japanese version) – 3:24 (testo: SHOW)
2. Me Gustas Tu (今日から私たちは?, Kyō Kara Watashitachi wa) – 3:42 (testo: anan)
3. Rough (トキヲコエテ?, Toki o Koete) – 3:30 (testo: JUNE, Miz)
4. Navillera (Japanese version) – 3:15 (testo: JUNE, Miz)
5. Love Whisper (Japanese version) – 3:33 (testo: JUNE, Miz)
6. Trust (Japanese version) – 3:38 (testo: SHOW, KAHO – musica: Noh Joo-hwan, Lee Won-jong)
7. Glass Bead – 3:24
8. Me Gustas Tu – 3:42
9. Rough – 3:30
10. Navillera – 3:14
11. Love Whisper – 3:33
12. Trust – 3:35 (testo: Noh Joo-hwan – musica: Noh Joo-hwan, Lee Won-jong)

DVD bonus dell'edizione limitata B
1. Me Gustas Tu (Japanese version) (music video) – 4:22
2. GFriend Japan Debut Documentary Movie

## Classifiche
| Classifica (2018) | Posizione massima |
| ----------------- | ----------------- |
| Giappone          | 10                |